# ヨーダン・ラーション
ヨーダン・ラーション（Jordan Larsson、1997年6月20日 - ）は、スウェーデンのサッカー選手。FCコペンハーゲン所属。ポジションはフォワード。
父親は元スウェーデン代表サッカー選手のヘンリク・ラーションである。

## 経歴
父ヘンリクがフェイエノールトに在籍していた1997年にオランダ・ロッテルダムで生まれた。名前はマイケル・ジョーダンにちなんで付けられた。父親がFCバルセロナに在籍していた2004年から2006年はヨーダンもラ・マシアでプレーしていた。

### クラブ
2012年にスウェーデン4部のヘーガボリBKでキャリアをスタートさせる。2013年6月13日に父ヘンリクがヘーガボリに加入して現役復帰し、ピッチ上で親子共演が実現した試合でヨーダンはゴールを決めている。
2014年にアルスヴェンスカン（スウェーデン1部）のヘルシンボリIFに移籍すると、後から監督として加入した父親の元でレギュラーポジションを掴むが、2016年にクラブがスーペルエッタンへの降格が決まってしまい、親子共々ファンの攻撃対象になってしまった。ラーションは2017年1月にエールディヴィジのN.E.C.に移籍するが、クラブがエールステ・ディヴィジに降格すると母国のIFKノルシェーピンに移籍した。
2019年8月、ロシア・プレミアリーグのFCスパルタク・モスクワに移籍。移籍金は400万ユーロとされている。
2022年8月、ブンデスリーガのシャルケ04と3年契約を結んだ。背番号は7となっている。2023年1月29日、FCコペンハーゲンへシーズン終了までの期限付き移籍が発表された。

### 代表
各年代別代表に選出されている。ヘルシンボリでプレーしていた2016年にブラジル五輪代表メンバーに選ばれていた。しかし、ヘルシンボリ監督である父ヘンリクの要望でメンバーから外された。
2018年1月7日のエストニア代表との親善試合でA代表デビュー。